# Экибастуз
Экибасту́з (каз. Екібастұз / Ekıbastūz) — город областного подчинения (основан в 1898 году, статус города с 1957 года) на западе Павлодарской области Казахстана. Расположен в 132 км к юго-западу от областного центра города Павлодара.

## Физико-географическая характеристика

### Географическое положение
Регион города Экибастуза расположен к юго-западу от города Павлодара на территории области. С северо-запада район граничит с Акмолинской, с юго-запада Карагандинской областями, с севера Актогайским, с юга Баянаульским и с северо-востока Аксуским районами Павлодарской области.
По площади регион города Экибастуза с 18,9 тыс. км2, занимает 2-е место в области, на его долю приходится 15 % площади области или 1 млн 887 тыс. 602 га, в том числе сельскохозяйственных угодий 1 млн 768 тыс. 200 га, пашни 35 тыс. га, сенокосов 25 800 га.
В состав региона входят 25 населённых пунктов сельской зоны, в том числе 2 посёлка: Солнечный, Шидерты, 9 сельских округов; 2 села; 23 населённых пункта сельской зоны.
Административный центр — город Экибастуз.
Экибастуз находится в часовом поясе UTC+5.

### Рельеф и гидрография
В геоморфологическом отношении район находится в Северной части Казахского мелкосопочника и представляет собой волнистую равнину с мелкими блюдцеобразными впадинами высохших озёр.
Постоянным водотоком является канал «Иртыш — Караганда». Канал на своём протяжении соединяет отдельные мелкие озёра, выступающие в качестве накопителей воды. Питание канала осуществляется за счёт вод реки Иртыш, и, в незначительной мере, за счет атмосферных осадков и подземных вод.
Сток поверхностных вод в низины обеспечивается рельефом местности.

### Почва и растительность
Основным типом почв на территории района являются светлокаштановые слабогумусированные почвы. Мощность грунта плодородного слоя почвы в понижениях достигает 15—40 см, иногда до 50 см.
Невозделанные степные территории представляют собой пастбища с растительностью полынно-дерновинно-злаковых степей, представленной ковылём, типчаком, полынью и редким мелким карагаником. К концу лета растительность выгорает.

### Экология города
Высокозольные угли и их недостаточная очистка золоулавливающими установками (ЗУУ) на местных ГРЭС и ТЭЦ приводит к значительным выбросам вредных веществ в атмосферу — 45,8 % всех выбросов области, из них 94 % принадлежат двум электростанциям. На расстоянии до 15 км от станций концентрация пыли превышает ПДК в 10—20 раз, а сернистый ангидрид и окислы азота обнаружены даже на расстоянии 119 километров. Повышенная концентрация ионов последних выявлена и в снежном покрове, в километре от станции велика концентрация титана, в двух — алюминия, железа.
Острой проблемой города является водоснабжение. 40 % селитебной зоны подтоплено, уровень грунтовых вод ежегодно поднимается на 22 сантиметра. Изношенные на 80 процентов и более, водные магистрали города переживают в среднем в день по 15—17 прорывов. Недостаточно эффективна очистка сточных вод, которые, из-за прорывов не доходя до накопителя — озера Атыгай, растекаются по всей территории. Тем самым происходит вторичное загрязнение воды, в ней накапливаются токсичные элементы и тяжёлые металлы, так что качество питьевой воды в Экибастузе очень низкое: превышены ПДК по всем контролируемым веществам, в том числе азоту аммонийному и нефтепродуктам.

### Климат
Климат района резко континентальный. Территория Экибастуза находится очень далеко от океана и открыта для ветров с запада и севера, это создаёт возможность поступления различных по свойствам воздушных масс, что способствует значительной контрастности погодных условий. Для региона характерна морозная, умеренно-суровая зима и тёплое лето.
- Среднегодовая температура воздуха +2,9º С.
- Абсолютный максимум температуры воздуха +41º С.
- Абсолютный минимум температуры воздуха −43º С.
- Температура воздуха наиболее холодных суток обеспеченностью 0,95 составляет −43º С, обеспеченностью 0,92 −41º С.
- Средняя температура наиболее жаркого месяца 21,60 °C.

Нормативная глубина промерзания грунтов:
1. Суглинки и глины — 1,92 м;
2. супеси и пески мелкие и пылеватые — 2,3 м; пески средние, крупные и гравелистые — 2,5 м;
3. крупнообломочные грунты — 3,26 м.

Среднегодовое количество осадков составляет — 269 мм, в том числе
в зимний период — 77 мм,
в летний период — 192 мм.
Число дней со снегом — 143, средняя скорость ветра — 4,3 м/с, средняя относительная влажность воздуха — 65 %.

## Население
В Казахстане по численности населения занимает 19 место, в Северном Казахстане — 6 место, а в Павлодарской области — 2 место.

### Этнический состав
На начало 2023 года население города в составе территории городского акимата — 145 509 человек.
Национальный состав (на начало 2023 года)
- казахи — 89 881 чел. (61,77 %)
- русские — 36 126 чел. (24,83 %)
- украинцы — 6578 чел. (4,52 %)
- татары — 3593 чел. (2,47 %)
- немцы — 2859 чел. (1,96 %)
- белорусы — 1180 чел. (0,81 %)
- азербайджанцы — 735 чел. (0,51 %)
- молдаване — 603 чел. (0,41 %)
- башкиры — 531 чел. (0,36 %)
- узбеки — 366 чел. (0,25 %)
- корейцы — 333 чел. (0,23 %)
- чеченцы — 269 чел. (0,18 %)
- другие — 2455 чел. (1,69 %)
- Всего — 145 509 чел. (100,00 %)

### Динамика численности
Население городского акимата на начало 2012 года составило 146 839 человек; из них городского населения — 128 980 человек, сельского — 17 859 человек. Из общего количества населения мужчины составляют 69 791 человек, женщины — 77 048 человек.
На 1 апреля 2012 года население города составило 128 980 человек, население городского округа (городского акимата) с подчинёнными населёнными пунктами — 146 839 человек (на 1 апреля 2012 года).
| Год  | Рождаемость, чел. | Смертность, чел. | Иммиграция, чел. | Эмиграция, чел. | Численность, тыс. чел.                  |
| ---- | ----------------- | ---------------- | ---------------- | --------------- | --------------------------------------- |
| 1957 |                   |                  |                  |                 | 25                                      |
| 1979 |                   |                  |                  |                 | 65,871                                  |
| 1989 |                   |                  |                  |                 | 135                                     |
| 1996 | 2148              | 1362             |                  |                 | 152,153 (из них в п. Солнечном — 9,370) |
| 1997 | 1721              | 1336             | 4780             | 8468            | 146,9 (из них в п. Солнечном — 8,9)     |
| 1998 |                   |                  |                  |                 | 146,409 (из них в п. Солнечном — 8793)  |
| 1999 |                   |                  | 2745             | 7830            | 147,779 (из них в Экибастузе — 124,075) |
| 2001 | 1821              | 1386             | 3656             | 6494            | 139,768                                 |
| 2006 |                   |                  |                  |                 | 140,9                                   |
| 2007 | 2072              | 1456             | 575              | 397             | 142,4                                   |
| 2012 | 2072              | 1456             | 575              | 397             | 146,8                                   |

| Год  | Всего, тыс. чел. | Мужчин на 1000 женщин | Казахи, тыс. чел. | Доля казахов, % | Мужчин, тыс. чел. | Женщин, тыс. чел. |
| ---- | ---------------- | --------------------- | ----------------- | --------------- | ----------------- | ----------------- |
| 1989 | 135,0            | 959                   | 26,7              | 19,8            | 66,1              | 68,9              |
| 1999 | 127,3            | 897                   | 47,6              | 37,4            | 60,2              | 67,1              |

### Религия
В Экибастузе зарегистрировано 17 религиозных объединений.
Распределение по конфессиям
- Ислам — 7 религиозных объединений, все являются филиалами Духовного управления мусульман РК,
- Православие — 2,
- Католицизм — 1,
- Протестантизм — 7.

Торжественное открытие экибастузской мечети, на котором присутствовал муфтий Казахстана Ратбек-кажы, состоялось в сентябре 1998 года.
Собор в Экибастузе назван в честь святого Серафима Саровского и Иверской иконы Божьей матери. Строительство Иверско-Серафимовского собора начато в 1992 году, а 21 сентября 2000 года было завершено. В церемонии освящения верхнего храма собора принимал участие архиепископ Астанинский и Алматинский Алексий.

## Органы власти
Главой исполнительной власти Экибастуза является глава акимата — аким. С 16 августа 2022 года должность занимает Бейсекин Аян Уахитович. Акимат — исполнительный орган городского самоуправления, правопреемник исполкома горсовета.
Представительный орган городского самоуправления — городской маслихат. Состоит из 17 депутатов, избираемых населением города на муниципальных выборах сроком на 5 лет.

### Первые секретари горкома
1. Сорокин Михаил Федорович (с 1957 г. по 1959 г.)
2. Зыков Андрей Васильевич (с 1959 г. по 1961 г.)
3. Болдычев Анатолий Андреевич (с 1961 г. по 1965 г.)
4. Калачев, Георгий Павлович (с 1965 г. по 1969 г.)
5. Половников Анатолий Фёдорович (с 1969 г. по 1972 г.)
6. Касымжанов Тусупхан Касымжанович (с 1972 г. по 1978 г.)
7. Никифоров, Геннадий Алексеевич (с 1978 г. по 1982 г.)
8. Темирбаев, Валерий Батаевич (с 1982 г. по 1985 г.)
9. Дуйсембаев, Махсут Куликбаевич (с 1985 г. по 1988 г.)
10. Могилевцев, Геннадий Иванович (с 1988 г. по 1990 г.)
11. Третьяков, Владимир Николаевич (с 1990 г. по 1991 г.[18])

### Акимы
1. Ахметов, Даниал Кенжетаевич (февраль 1992 — январь 1993)
2. Жуматаев, Рамазан Шарипович (январь 1993 — сентябрь 1995)
3. Оразалинов, Илюбай Атагаевич (сентябрь 1995 — август 1998)
4. Арбиев, Елтай Тюлюбаевич (1998—2000)
5. Шкреба, Юрий Николаевич (2000—2002)[19]
6. Набитовский, Валерий Давыдович (апрель 2002 года — май 2007 года)
7. Набиев, Нурлан Абзалович (22 июня 2007 года — ноябрь 2010 года)
8. Вербняк, Александр Фёдорович (15 ноября 2010 года — 29 апреля 2016 года)
9. Нукенов, Кайрат Темиршотович (29 апреля 2016 года — 13 августа 2018 года)
10. Ашимбетов, Нуржан Кемерович (22 августа 2018 года — 16 августа 2019 года)
11. Иманзаипов, Ержан Бейбутович (28 августа 2019 года — 25 сентября 2020)[20]
12. Кантарбаев, Ардак Амангельдинович (с 25 сентября 2020 — 8 августа 2022 года)[21][22]
13. Бейсекин, Аян Уахитович (с 16 августа 2022 года)[23]

### Административное деление
- посёлок Солнечный
- посёлок Шидерты
- Торт-Кудукский сельский округ (в состав округа также входят село Бозшаколь и 112-й разъезд)
- Аккольский сельский округ
- Байетский сельский округ
- Экибастузский сельский округ (с. Тай, Тортуй, Коксиыр, Каражар)
- Железнодорожный сельский округ
- село Шикылдак
- село имени академика Алькея Маргулана
- Сарыкамысский сельский округ
- Кояндинский сельский округ

## История

### Этимология названия
Существует несколько гипотез о происхождении названия города «Екі бас тұз» (что дословно значит «Две головы соли»). По легенде, Косым Пшенбаев, который в XIX веке обнаружил залежи угля, обозначил место находки двумя головами соли, так как с собой у него больше ничего не было. Таким образом он невольно дал название местности. В реальности уже на двухвёрстной топографической карте, составленной Омским военно-топографическим отделом в 1876 году, нанесено озеро Экибастуз с обозначенным около него угольным месторождением. Название Экибастуз существовало до открытия здесь угля.

### Герб города

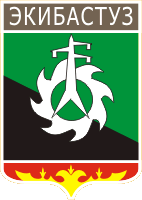
Герб Экибастуза (1971—1992)

Утверждённый в советское время комиссией при горисполкоме Совета депутатов трудящихся герб города имел форму традиционного щита, в нижней части которого полоска казахского орнамента жёлтого цвета, символизирующая простор степей Казахстана. В центре гербового поля на черно-белом фоне изображено бронзовое зубчатое колесо роторного экскаватора и высоковольтная вышка. Бронзовое колесо олицетворяет мощь техники, добывающей уголь, высоковольтная вышка символизирует электрическую энергию, производимую местными электростанциями. Чёрный цвет части гербового поля — символ богатейших залежей угля.

### Древнейшая история
В результате археологических раскопок на территории региона (стоянка Шидерты-3) была обнаружена многослойная стоянка, где выявлены комплексы каменных орудий раннего и позднего мезолита, раннего, среднего и позднего неолита и энеолита, а также захоронение древнего человека эпохи энеолита. Возраст самого древнего культурного слоя стоянки примерно 12 тысяч лет. На его поверхности геологи расчистили площадку, где древние люди изготавливали орудия труда — топоры, ножи, наконечники стрел.

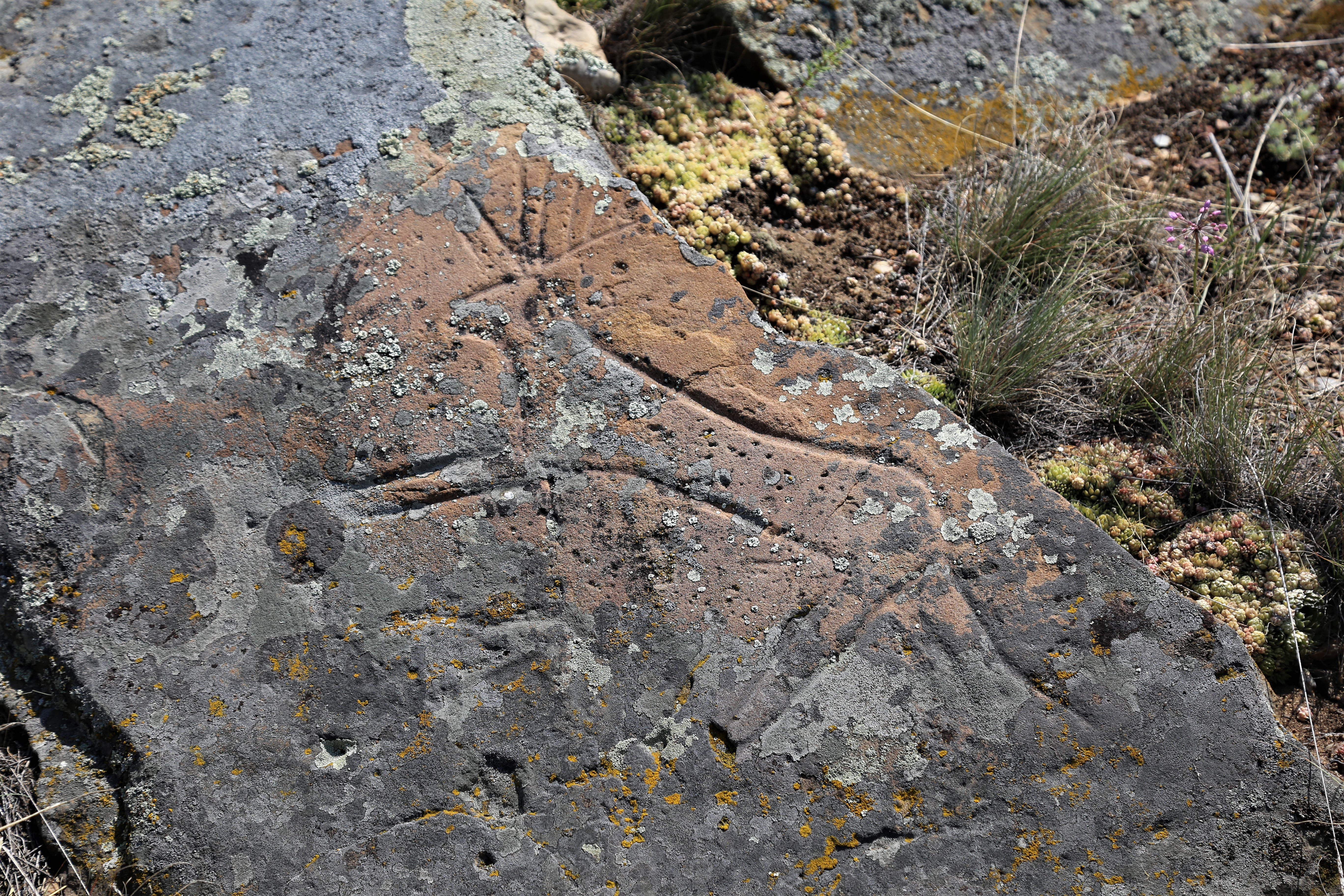
Олентинские писаницы

Олентинские писаницы (петроглифы) — памятники первобытного искусства Экибастузского региона. Они обнаружены на правом берегу реки Оленты, в 10 км к юго-западу от села Тай. Все рисунки выполнены техникой прочерчивания рельефных линий глубиною до 0,5-0,7 см. Хронологически их можно разделить на три основных этапа: эпоха энеолита, бронзы и раннего железного века.
В местности Акколь — Жайма примерно в 100 километрах от Экибастуза обнаружены погребения средневековой правительницы и знатного воина, относящиеся к XIV—XV векам нашей эры, к эпохе позднего средневековья. Также были найдены обломки деталей чигиря — водоподъёмного механизма, используемого в орошаемом земледелии, кости домашних и диких животных, глиняное грузило для рыболовной сети, рисунки рыбы на декоративных кирпичах и многое другое — свидетельства комплексного скотоводческо-земледельческого хозяйства. Осколки керамической посуды, фрагменты которой схожи с красноглиняной посудой из золотоордынских центров (Сарайчик, Жайык), жжёные и сырцовые кирпичи; ажурные — с растительным орнаментом — декоративные изразцы, покрытые глазурью; печи для их обжига говорят о присутствии архитектурной и инженерной деятельности, о работе специалистов-строителей. Повод говорить так даёт один из обнаруженных мавзолеев — монументальное сооружение размером 19х12 метров, содержащее три погребения.

### Открытие и разработка экибастузского месторождения

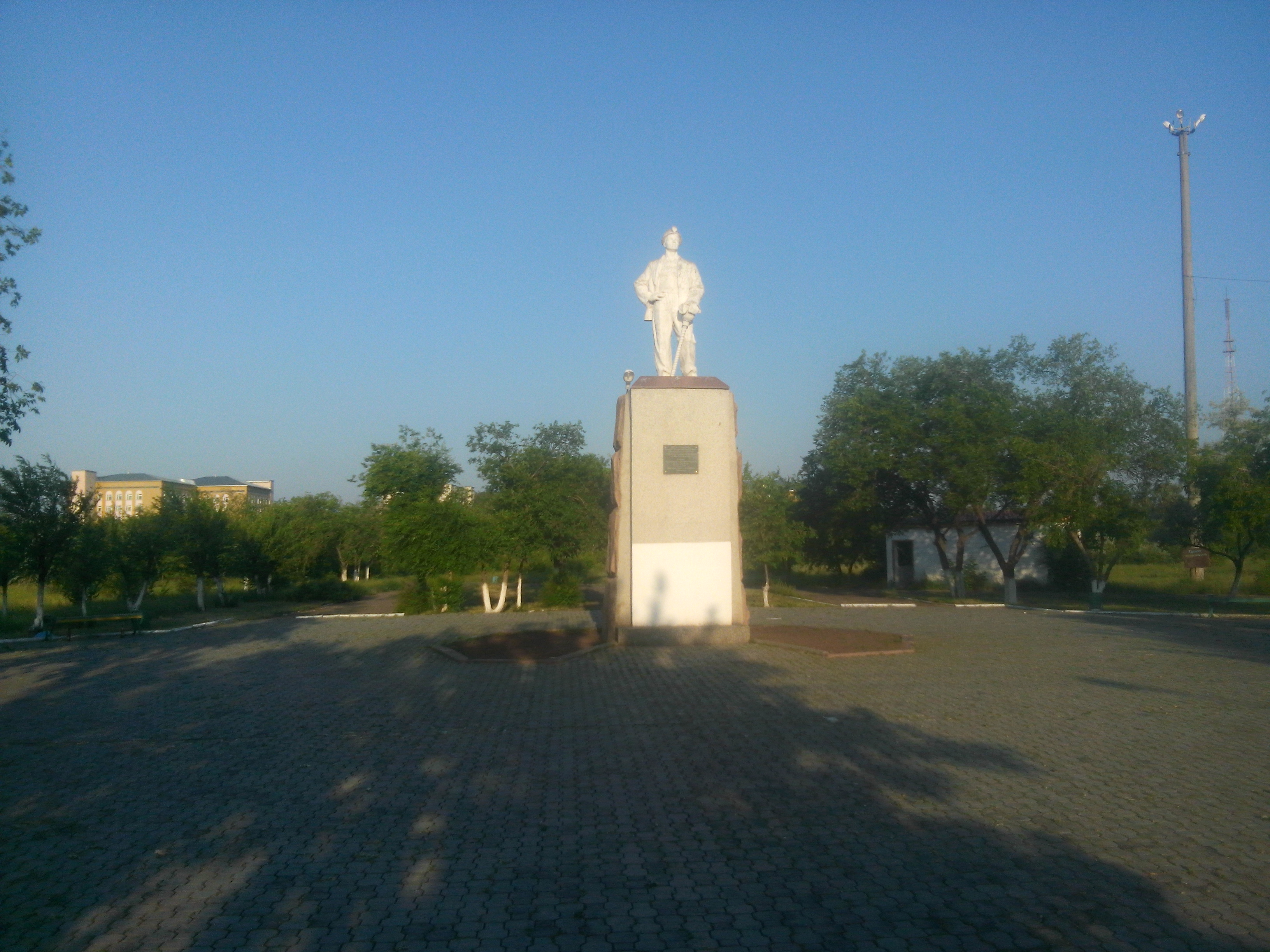
Памятник Шахтёру

Открытие месторождения угля К. Пшенбаевым, а затем разведка ученых, инженеров и геологов, приглашенных павлодарским купцом-миллионером А. И. Деровым в конце 90-х годов XIX века, привели к тому, что было решено начать первые попытки добычи угля шахтным способом. Собственных капиталов Дерова было недостаточно и он начинает создавать акционерное общество, которое впоследствии получило название «Воскресенское». В 1895 году закладываются три разведочных шахты (Владимирская, Мариновская, Ольговская). Весной 1896 года Деров вводит в строй первый угольный разрез. В связи с этой работой в 1898 году на западной стороне озера Экибастуз возникает небольшой населенный пункт под названием Экибастуз.
Этот год можно считать годом основания будущего города Экибастуза — нынешнего центра крупного топливно-энергетического комплекса.

### Советский период
После Октябрьской революции, в мае 1918 года, В. И. Ленин подписал декрет о национализации предприятий Риддера и Экибастуза. Это привело к запустению и остановке производств. Проблема была усугублена идущей Гражданской войной.
16 марта 1922 года президиум ВСНХ выделил специальные средства на восстановительные работы, но они ни к чему не привели. В 1925 году экибастузские копи были законсервированы, заводы были демонтированы, рельсы, оборудование и подвижной состав были распроданы.
На долгие годы в Экибастузе замерла жизнь. Люди разъехались, шахты и имевшиеся здания постепенно разрушались.
В 1939 году населённый пункт Экибастуз был отнесён к категории рабочих посёлков и получил наименование Экибастузуголь.
В декабре 1947 года Министерство угольной промышленности утвердило проектное задание Иртышского угольного разреза № 1, разработанное группой работников проектной конторы Карагандагипрошахт. Был образован трест «Иртышуглестрой».
В 1948 году прибывший отряд из 50 строителей забил первый колышек на месте строительства нового города, были размечены границы будущих угольных разрезов.

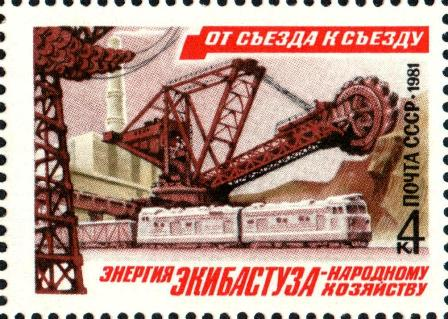
Энергия Экибастуза — народному хозяйству.
Марка СССР, 1981 г.

А уже в декабре 1954 года стране был отгружен первый эшелон экибастузского угля — это вступил в строй первый угольный разрез треста «Иртышуголь» с мощностью 3 млн тонн угля в год. В 1957 году численность населения в Экибастузе достигла 25 тысяч человек и Указом Президиума Верховного Совета Казахской ССР от 12 июня рабочий посёлок «Экибастузуголь» был переименован в город Экибастуз областного подчинения.
В ноябре 1970 года введена в эксплуатацию первая очередь разреза «Богатырь». Разрез Богатырь был объявлен Всесоюзной ударной стройкой. В 1977 году вышло постановление ЦК КПСС и Совета Министров СССР «О создании Экибастузского топливно-энергетического комплекса и строительстве линии электропередачи постоянного тока напряжением 1500 киловольт Экибастуз — Центр».
В 1979 году начато строительство разреза «Восточный» с проектной мощностью 30 миллионов тонн в год. ЭТЭК стал крупным промышленным центром, экономический потенциал которого выходил далеко за пределы области и республики.
Экибастузская забастовка заключённых неоднократно описана в литературе. В экибастузском лагере в 1950—1951 годах Солженицыным были записаны основы повести «Один день Ивана Денисовича» — первого опубликованного произведения Александра Солженицына, принёсшего ему мировую известность. В повести рассказывается об одном дне из жизни заключённого, русского крестьянина и солдата, Ивана Денисовича Шухова, в январе 1951 года.

### Хронология
| Год          | Событие |
| ------------ | --- |
| 1893         | павлодарским купцом А. И. Деровым направлена поисково-разведочная партия для выяснения благонадежности месторождения |
| 1895         | А. И. Деровым заложены три разведочных шахты (Владимирская, Мариновская, Ольговская)                                 |
| 1898         | возникновение населённого пункта Экибастуз                                                                           |
| 30 июня 1903 | забастовка рабочих экибастузских каменноугольных копей                                                               |
| 1916         | забастовка военнопленных                                                                                             |
| 11 мая 1918  | декрет Ленина о национализации угольных копей, заводов и железной дороги в Экибастузе                                |
| 1925         | консервация экибастузских копей                                                                                      |
| 1939         | населённый пункт Экибастуз был отнесён к категории рабочих посёлков и получил наименование Экибастузуголь            |
| 1948         | вбит первый колышек на месте строительства города                                                                    |
| 1952         | восстание заключённых                                                                                                |
| 1954         | отгружен первый эшелон экибастузского угля                                                                           |
| 1955         | добыта миллионная тонна угля                                                                                         |
| 12 июня 1957 | Экибастузу присвоен статус города                                                                                    |
| ноябрь 1970  | введена в эксплуатацию первая очередь разреза «Богатырь»                                                             |
| 1979         | начато строительство разреза «Восточный»                                                                             |
| 1980         | ввод в эксплуатацию ГРЭС-1                                                                                           |
| 1990         | ввод в эксплуатацию ГРЭС-2                                                                                           |
| 2000         | добыта миллиардная тонна угля                                                                                        |

## Экономика

### Промышленность

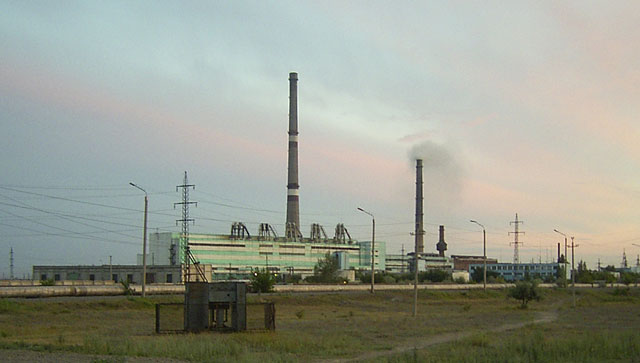
Экибастузская ТЭЦ

- Доминирующей отраслью экономики является промышленность. Объём промышленного производства за январь-апрель 2008 года составил 33 358,4 миллиона тенге, индекс физического объёма — 124,2 процента. Добыто 17 166,7 тысячи тонн угля, выработано 6,2607 млрд кВт·ч электроэнергии, произведено 746 тонн минеральной ваты, 608 тонн ферросиликоалюминия.
- разработка угля ведётся тремя угольными разрезами: разрезом «Богатырь», разрезом «Северный», которые входят в компанию «Богатырь Комир» и разрезом «Восточный», входящим в корпорацию «Евразийская энергетическая корпорация».

### Градообразующие предприятия
Разрез «Богатырь»
Разрез «Богатырь», проектной мощностью 50 млн тонн угля в год, строился девятью очередями с 1965 по 1979 годы, его запасы составляют более 900 млн тонн угля. Разрез такой большой единичной мощности был построен в мире впервые. В связи с этим «Богатырь» в 1985 году был включен в Книгу рекордов Гиннесса (за время эксплуатации добыто более 1 млрд тонн угля), его производственная мощность 50 млн тонн угля в год. На угле, добываемом компанией, работают девять электростанций и промышленных предприятий Казахстана, а также шесть электростанций России. В числе основных потребителей энергосистемы — РАО «ЕЭС России», Экибастузская ГРЭС-1, ГРЭС-2, Алматинские ТЭЦ, Карагандинская ТЭЦ-3, Акмолинская ТЭЦ-2 и Петропавловская ТЭЦ-2.
Разрез «Восточный»
Разрез «Восточный» — уникальное угледобывающее предприятие. Здесь впервые в мировой практике при наклонном залегании угольных пластов с ограниченной горизонтальной мощностью спроектирована и внедрена поточная технология добычи угля с конвейерным транспортом на поверхностный технологический комплекс. Наряду с добычей угля производится и его переработка перед отправкой потребителям (усреднение по качеству).
Наличие усреднительных складов, на которых происходит усреднение по качеству угля, добытого из разных забоев, является отличительной чертой разреза «Восточный». Применение технологии по усреднению угля позволяет оперативно реагировать на изменение качественных показателей в забое, обеспечить одинаковую характеристику угля и в конечном итоге отгружать потребителю продукцию, имеющую стабильное качество.
Экибастузская ГРЭС-1
Пуск первого блока ГРЭС-1 состоялся в марте 1980 года, а в 1984 году был запущен восьмой энергоблок. После этого установленная мощность станции была доведена до проектных 4000 МВт.
ГРЭС-1 — крупнейшая электрическая станция Казахстана.
В 1996 году ГРЭС-1 была куплена американской энергетической компанией AES. В 2008 году компания AES продала ГРЭС-1 компании Казахмыс. На сегодняшний день станцией ЭГРЭС-1 владеют крупнейшие государственные компании ФНБ «Самрук-Казына» и «Казахмыс» (50/50).
Экибастузская ГРЭС-2
Пуск первого блока ГРЭС-2 состоялся в декабре 1990 года, а 22 декабря 1993 года был запущен второй энергоблок.
Одновременно со станцией был возведён посёлок энергетиков, который назвали Солнечным.
Труба Экибастузской ГРЭС-2 (420 метров) — самая высокая труба в мире, занесена в Книгу рекордов Гиннесса.
ЭГРЭС-2 не успели достроить в связи с распадом СССР. Сейчас станция является казахстанско-российским совместным предприятием и двумя энергоблоками способна вырабатывать 1 гигаватт электроэнергии. Этого вполне достаточно, чтобы обеспечивать железные дороги Казахстана, Байконур, канал «Иртыш — Караганда» и северные области страны.
Проммашкомплект
ТОО «Проммашкомплект» — единственное в Казахстане предприятие по выпуску цельнокатаных железнодорожных колёс.
Недостроенная линия электропередачи постоянного тока напряжением 1500 киловольт
Линия электропередачи Экибастуз — Центр напряжением 1500 киловольт постоянного тока и протяжённостью 2414 километров должна была стать самой длинной на планете и пересечь реки Иртыш, Ишим, Тобол, Урал, Волгу, связав Казахстан с РСФСР. Строительство было начато в середине 1980-х, всего должно было быть установлено более 4 тысяч опор — однако стройка не продвинулась дальше начального этапа и в 1990-х была свёрнута.
Линия электропередачи переменного тока напряжением 1150 киловольт
| Отрасли                              | Предприятия |
| ------------------------------------ | --- |
| Угольная промышленность              | ТОО «Богатырь Комир» \| Разрез Восточный \| ТОО «Майкубен-Вест» \| Угледобывающий комплекс «Гамма» \| Карасорский ГОК \| ТОО «Эмирэйт» \| ТОО «Промсервис-Отан»         |
| Электроэнергетика                    | ГРЭС-1 \| ГРЭС-2 \| ТОО «Экибастузэнерго» \| ТОО «Энергоуправление» \| ТОО «Ангренсор энерго» \| АО «KEGOC», северные межсистемные электрические сети                   |
| Машиностроение и металлообработка    | ТОО «Таман»\| Вагонное депо ст. Экибастуз-1 \| ТОО «Проммашкомплект» \| ТОО «Казахстанская вагоностроительная компания» \| ТОО R.W.S. Concrete \| ТОО «R.W.S. Wheelset» |
| Монтаж и ремонт горного оборудования | ТОО «Монтажно-наладочное управление» \| Завод РГТО ТОО «Богатырь Комир»                                                                                                 |
| Промышленность стройматериалов       | Завод строительных материалов \| Шидертинский Комбинат нерудных материалов «SMS Engeneering» \| Экибастузский щебёночный завод \| Завод МВИ \| Бозшакольский ГОК        |
| Ферросплавное производство           | Завод ферросиликоалюминия |
| Пищевая промышленность               | Хлебзавод |
| Лёгкая промышленность                | ТОО «КазЭкспортКожа» (КазЛидерМех) |

### Торговля и сфера услуг

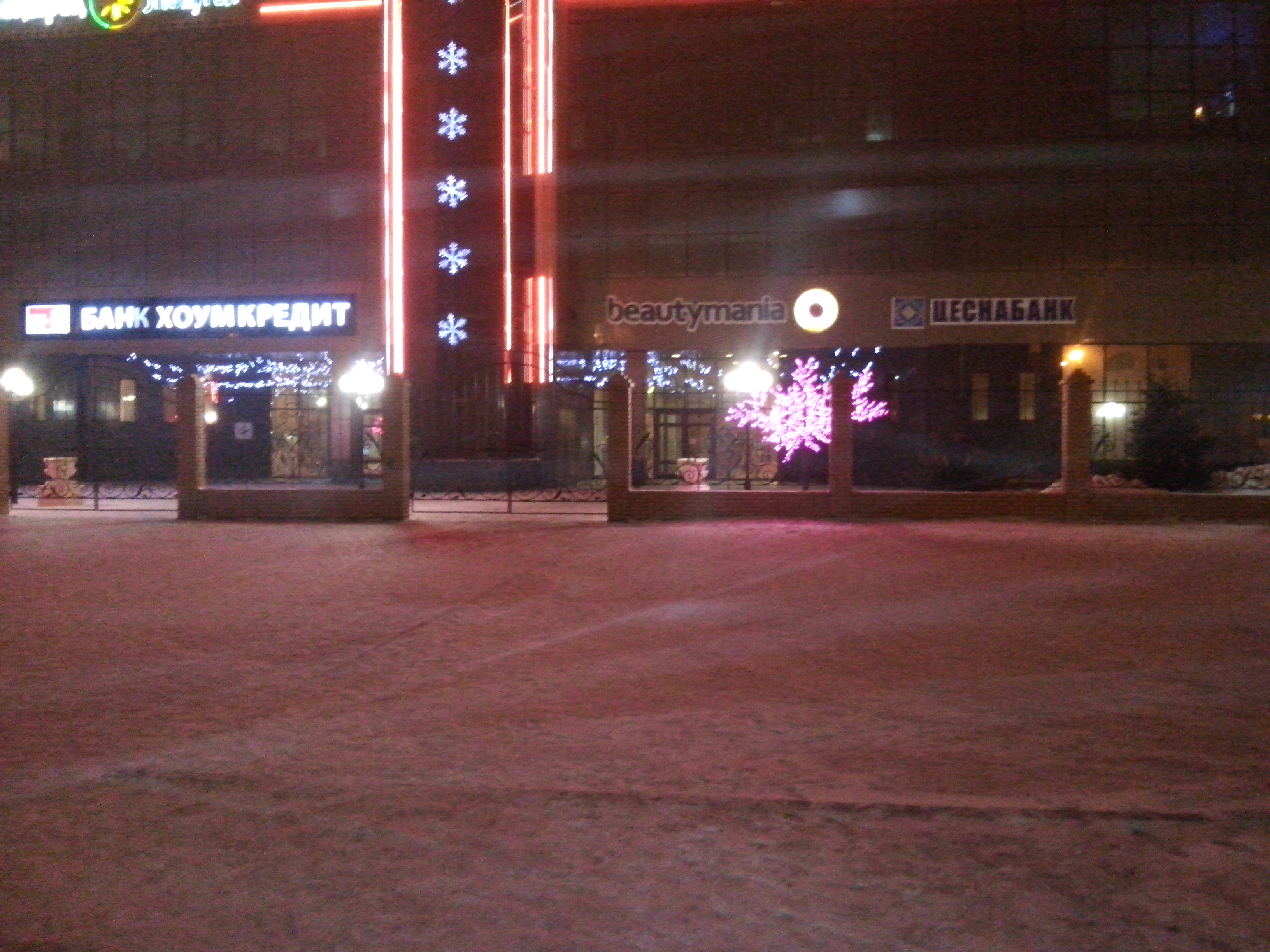
ТРЦ Maxi Mall в январе 2015 года

Общий объём розничного товарооборота 2007 года составил почти 12,3 миллиарда тенге. На оптовом рынке региона объём продаж за истекший период составил 17,9 миллиарда тенге. В городе зарегистрировано 118 предприятий торговли
Наибольший удельный вес (79,8 %) в общем объёме оказанных услуг приходится на услуги общественного питания, их оборот составил 245,1 миллиона тенге. Предприятия по техническому обслуживанию и ремонту автомобилей, мотоциклов и принадлежностей к ним предоставили услуг на сумму 45,8 миллиона тенге (14,9 % в общем объёме услуг), предприятия по ремонту изделий домашнего пользования — 16,1 миллиона тенге (5,3 %).
В Экибастузе находится штаб-квартира Заман-Банкa.

### Транспорт
Экибастуз располагает транспортным комплексом, в составе которого железнодорожный, автомобильный и воздушный транспорты (в настоящее время аэропорт закрыт и не работает). Все виды транспорта тесно связаны между собой, дополняют друг друга и образуют единую транспортную сеть. Регион в целом хорошо обеспечен дорожными сетями — с востока на запад проходит железная дорога Павлодар — Астана; вдоль канала Иртыш — Караганда, расположенного в непосредственной близости от города Экибастуза, построены благоустроенные магистральные автомобильные дороги Аксу — Экибастуз и Павлодар — Экибастуз. Угольные разрезы и ГРЭСы примыкают к магистральной, общего пользования, и грунтовым дорогам.

#### Железнодорожный транспорт
Через город с востока на запад проходит Южно-Сибирская железнодорожная магистраль. Железнодорожные станции Екибастуз-1 и Екибастуз-2 находятся в подчинении Павлодарского отделения Национальной компании «Казахстан темір жолы».
Свою историю железнодорожное сообщение Экибастуза ведёт с основания Воскресенской железной дороги, протяжённостью 116 км, первой на территории Павлодарского Прииртышья, соединявшей Экибастузские каменноугольные копи с пристанью Воскресенская на Иртыше. Построена в 1899 году. Служила для вывоза угля к Иртышу.
Электрифицированные участки: Астана — Экибастуз, Экибастуз — Аксу (2005).
Основные направления движения поездов: Павлодар, Астана, Алма-Ата, Новокузнецк.

#### Автомобильный транспорт
Общая протяженность автодорог районного значения Экибастузского региона и подъездных дорог к городу составляет 265,4 километра. Улично-дорожная сеть города Экибастуза включает в себя все магистральные улицы города общей протяженностью 52 километра и поделена на 10 участков.
В городе расположен автовокзал, с которого осуществляются междугородние автобусные перевозки в сельские округа, по Павлодарской области и за её пределы.
Городской транспорт Экибастуза представлен 10-ю автобусными маршрутами и такси.

## Наука и образование
Система образования включает в себя 90 учреждений: 1 ВУЗ и 7 колледжей.
- Профессиональное образование города Экибастуза включает в себя[56]:
  - Екибастузский инженерно-технический институт им. академика К. И. Сатпаева (ЕИТИ)[57] (14 специальностей)
  - КГКП «Экибастузский медицинский колледж»[58] (2 специальности)
  - КГКП «Экибастузский политехнический колледж»[59] (11 специальностей)
  - КГКП «Экибастузский горно-технический колледж им. К. Пшенбаева» (9 специальностей)
  - ТОО «Экибастузский колледж Инновационного Евразийского университета»[60][61] (12 специальностей)
  - НУО «Екибастузский колледж инженерно-технического института имени академика К. Сатпаева» (ЕКИТИ, 17 специальностей)
  - ТОО «Екибастузский гуманитарно-технический колледж» (ЕГТК, 8 специальностей)
  - КГКП «Экибастузский строительно-технический колледж» (7 специальностей)
- Общеобразовательных школ — 55, в том числе средних школ — 42, неполных школ — 2, начальных — 11, гимназий и лицеев (в составе школ) — 5, вспомогательная школа-интернат — 1; в них обучаются 22 781 учащихся[62].
- Детских внешкольных учреждений — 3 (ЦТДЮ «Кайнар», художественная школа, Детская музыкальная школа им. Е. Беркимбаева, Школа технического творчества), в них занимается 2 920 учащихся.
- В системе дошкольного образования экибастузского региона функционируют 18 дошкольных учреждений, в них детей — 3 826.
- Детский дом «Умит»: детей-сирот в г. Экибастузе зарегистрировано 283, все несовершеннолетние находятся под опекой.

## Культура и искусство
- Сеть учреждений культуры состоит из 26 библиотек, одного музея, двух архивов, 19 учреждений клубного типа и двух кинотеатров[63].
- В городе действуют 20 хореографических коллективов, где занимаются 680 человек. Шесть коллективов имеют звание образцового («Очарование», «Радость», «Соловушка», «Сюрприз», «Улыбка», «Арман»[64])
- На сегодня в городе функционирует несколько национально-культурных центров: азербайджанский «Азербайджан», славянский «Братство», еврейский «Бэяхад», немецкий «Возрождение», чечено-ингушский «Вайнах», татаро-башкирский «Шатлык», польский «Полония», корейский «Чосон», украинский «Свитанок», белорусский «Беларусь», узбекский, «Лига мусульманских женщин»[65]. В планах создание армянского НКЦ.

### Библиотеки
Экибастузская централизованная библиотечная система — 27 библиотек, в том числе центральная городская библиотека, центральная детская библиотека, 9 городских, 3 детских, 12 сельских библиотек. С 2002 года ЭЦБС является членом Библиотечной Ассоциации Республики Казахстан. Книжный фонд составляет более 348 тыс. экз., в том числе на казахском языке — 65 854 экз. Библиотеки ЦБС ежегодно обслуживают свыше 37 тысяч читателей. Электронная база данных периодических изданий составляют 16 230 экз., в том числе на казахском языке — 9003. Полнотекстовая база данных периодических статей — 333. Работают клубы по интересам.

### Историко-краеведческий музей
Основан в 1987 году как историко-краеведческий отдел областного историко-краеведческого музея им. Потанина в городе Экибастузе. Открыт к 40-летию города Экибастуза в 1997 году.

## Спорт
В городе 5 детских спортивных школ, из них 4 — городские и 1 областная ДЮСШ «Жасыбай». Свыше 250 физкультурных работников осуществляют работу по развитию физической культуры и спорта, число занимающихся детей в спортивных школах достигает 4,6 тыс. человек. Всего насчитывается 208 спортивных сооружений, в том числе 1 спортивный комплекс, 1 стадион, 58 спортзалов, 5 бассейнов, 15 стрелковых тиров, 1 ипподром, 127 спортивных площадок.

## Средства массовой информации
- В Экибастузе издаются:
  - газета на казахском языке «Отарқа»
  - еженедельник «Голос Экибастуза»
  - справочник «Деловой Экибастуз»
- новостное интернет-издание:
  - «Salem, Экибастуз»[70]
- работают 2 местных телеканала:
  - Экибастузское городское телевидение (ЭГТ) — 5-й канал МВ
  - ТВ «Арта» — 32-й канал ДМВ
- ретранслируются 6 радиостанций:

| FM (МГц) | Радиостанции                                |
| -------- | ------------------------------------------- |
| 102,1    | «Радио Халык» (бывшее «Павлодарское радио») |
| 102,6    | «Русское радио — Азия»                      |
| 103,2    | «Energy FM»                                 |
| 104,2    | радио «NS»                                  |
| 105,2    | радио «Европа Плюс»                         |
| 105,8    | «Авторадио»                                 |
| 106,9    | «Қазақ радиосы»                             |

## Связь
- В городе функционируют семь АТС и 4 удалённых блока, включенные в сеть нового поколения NGN. Сельскую зону Экибастуза обслуживают 11 АТС. Общая монтированная ёмкость сети телекоммуникаций по состоянию на 1 мая 2008 г. составила свыше 37 000 номеров, при этом уровень цифровизации сети достиг 65 %. Плотность телефонизации на 100 жителей по городу Экибастузу и сельской зоне составляет 26 отдельных телефонных аппаратов.
- В целях повышения качества обслуживания населения функционируют пункты собственной сети сервиса. В связи с динамичным ростом номерной ёмкости городских станций 16 мая абоненты города Экибастуза и его сельской зоны перешли на шестизначную нумерацию телефонов. Также, в 2008 году, поменялся код города: с 31835 на 7187.

### Вышка «Алтай»
Радиомачта системы «Алтай 3М» была сооружена в Экибастузе позади здания бывшей поликлиники № 2 в 1987 году для обеспечения радиотелефонной мобильной связи. В 2003 году оборудование, кроме радиомачты, было демонтировано.

## Переименованные улицы
Старое название → Новое название
- 10-й Северный проезд → улица З. Шарипбаева (решение исполкома Экибастузского Совета народных депутатов от 11 апреля 1985 года)
- 7-й Северный проезд → улица Шарипова (решение исполкома Экибастузского Совета народных депутатов от 18 августа 1987 года № 532/21)
- улица Кирова → улица Торайгырова (решение Главы Экибастузской городской администрации от 31 марта 1993 года № 822)
- улица Ермака → улица Бухар Жырау (решение Главы Экибастузской городской администрации от 28 мая 1993 года № 952)
- улица Калинина → улица Естая Беркимбаева[71] (решение Главы Экибастузской городской администрации от 15 августа 1993 года № 1094)
- проспект Индустриальный → проспект Кунаева (решение Главы Экибастузской городской администрации от 17 сентября 1993 года № 1151)
- улица Воронкова → улица Сатпаева (решение Главы Экибастузской городской администрации от 17 сентября 1993 года № 1151)
- улица Сатпаева — улица Арай (решение Главы Экибастузской городской администрации от 17 сентября 1993 года № 1151)
- улица Торайгырова → улица Акмола (решение Главы Экибастузской городской администрации от 17 сентября 1993 года № 1151)
- улица Сибирская → улица Гридина (постановление Главы Экибастузской городской администрации от 8 июля 1994 года № 435)
- улица 8-й Северный → улица М. Шорманова (постановление Главы Экибастузской городской администрации от 8 июля 1994 года № 435)
- 1-й Северный проезд → улица Дуйсембаева (постановление Главы Экибастузской городской администрации от 8 июля 1994 года № 435)
- 19-й Южный проезд → улица Т. Ш. Арбиева (постановление Главы Экибастузской городской администрации 19 декабря 1994 года № 727)
- 9-й Северный проезд → улица Чалбышева (постановление Главы Экибастузской городской администрации 19 декабря 1994 года № 727)
- 15-й Южный → улица Альмухамбетова (постановление Главы Экибастузской городской администрации от 31 января 1995 года № 53)
- 9-й Южный → улица Жунусова (постановление Главы Экибастузской городской администрации от 10 июля 1995 года № 358)
- улица Чапаева → улица Сутжанова (решение акима города Экибастуза от 17 октября 1996 года № 450)
- улица Энергетическая → улица 40 лет Экибастуза (решение акима города Экибастуза от 2 июля 1997 года № 360)
- улица Отрар → улица Кудушевой (решение акима города Экибастуза от 2 июля 1997 года № 360)
- Широтный проезд → улица Кадреновой (решение акима города Экибастуза от 2 июля 1997 года № 360)
- улица К. Маркса → улица М. Ауэзова (решение акима города Экибастуза от 26 сентября 1997 года № 522)
- 4-й Северный проезд → улица Елгелдина (решение акима города Экибастуза от 29 февраля 2000 года № 101)
- улица Урожайная → улица Маргулана (решение Экибастузского городского маслихата от 9 января 2004 года № 3.30)
- улица Привокзальная → улица 50 лет Экибастуза (совместное решение Экибастузского городского маслихата и постановление Экибастузского городского акимата от 26 мая 2006 года № 362/26)
- улица Восточная → улица Желтоқсан (постановление акимата города Экибастуза от 17 апреля 2007 года № 208/3 и решение Экибастузского городского маслихата от 20 апреля 2007 года № 473/38)
- улица Ленина → улица Мәшһүр Жүсіп (постановление акимата города Экибастуза от 22 декабря 2009 года № 825/12 и решение Экибастузского городского маслихата от 25 декабря 2009 года № 235/19)
- 6-Северный проезд → улица Болата Шапенова
- улица Геологическая → улица Казбека Нуралина[72][73]
- 70 лет ВЛКСМ → Болашақ (решение маслихата Павлодарской области № 209/20 от 31.01.18 г.)
- Комиссаров → Сарыарқа (решение маслихата Павлодарской области № 209/20 от 31.01.18 г.)
- Крупской → Ынтымақ (решение маслихата Павлодарской области № 209/20 от 31.01.18 г.)
- улица Западная → Ерғанат Көшербаев[74] (решение маслихата Павлодарской области № 209/20 от 31.01.18 г.)
- проезд Октябрьский → Береке (решение маслихата Павлодарской области № 209/20 от 31.01.18 г.)
- улица Энергетиков → улица Энергетиктер (решение маслихата Павлодарской области № 209/20 от 31.01.18 г.)
- улица Горняков → улица Кеншілер (решение маслихата Павлодарской области № 209/20 от 31.01.18 г.)
- улица Московская → улица Мәншүк Мәметовой (решение маслихата Павлодарской области № 209/20 от 31.01.18 г.)
- улица Киевская → улица Шәкәрім (решение маслихата Павлодарской области № 209/20 от 31.01.18 г.)
- улица Новосёлов → улица Әлии Молдағұловой (решение маслихата Павлодарской области № 209/20 от 31.01.18 г.)
- улица Строительная → Бауыржан Момышұлы (решение маслихата Павлодарской области № 209/20 от 31.01.18 г.)
- улица Декабристов → Жігер (решение маслихата Павлодарской области № 209/20 от 31.01.18 г.)
- Молодогвардейцев → Татулық (решение маслихата Павлодарской области № 209/20 от 31.01.18 г.)
- Октябрьская → Ақжол (решение маслихата Павлодарской области № 209/20 от 31.01.18 г.)
- Пионерская → Балдәурен (решение маслихата Павлодарской области № 209/20 от 31.01.18 г.)
- улица Советов → улица Наурыз (решение маслихата Павлодарской области № 209/20 от 31.01.18 г.)
- улица Омская → улица Астана (решение маслихата Павлодарской области № 209/20 от 31.01.18 г.)
- бульвар Энергостроителей → бульвар Академика Марденова (решение маслихата Павлодарской области № 209/20 от 31.01.18 г.)
- проезд Школьный → Габбаса Сагиденова (решение маслихата Павлодарской области № 209/20 от 31.01.18 г.)
- проезд Комсомольский → Нұрлы (решение маслихата Павлодарской области № 209/20 от 31.01.18 г.)[75]